# Pittori fiamminghi (opera)
Pittori fiamminghi è un'opera di Antonio Smareglia su libretto di Luigi Illica. Fu rappresentata per la prima volta al Teatro Verdi (Trieste) il 21 gennaio 1928. Si tratta di una revisione di un'opera precedente, Cornill Schut, rappresentata con successo a Praga e a Dresda nel 1893, poi anche in Italia nel 1900. Questo lavoro, per le atmosfere evocate dal soggetto, è stato da alcuni accostato ai Maestri cantori di Wagner, anche se in esso prevalgono toni idillici e delicati.

## Trama
L'azione ha luogo ad Anversa e dintorni all'inizio del XVII secolo.
La figura centrale dell'opera è Cornill Schut, un pittore ansiosamente in cerca della gloria eterna. Per questo abbandona la sua ultima amante, Elisabetta, che disperata si ritira in un convento. Cornill morirà poco dopo avere dipinto un quadro proprio per quel convento, ispirandosi al volto di Elisabetta, che però ha rifiutato di riprendere il loro rapporto.